# Josip Beruta
Josip Beruta (Sigetec, danas općina Peteranec, 22. siječnja 1833. – Zagreb, 3. lipnja 1891. ), hrvatski političar
Pučku školu je polazio u Sigecu, Klasičnu gimnaziju (maturirao 1853. godine) i studij teologije u Zagrebu, bio je na raznim dužnostima kod nadbiskupskog duhovnog stola u Zagrebu (1857-1861.), nadbiskupov osobni ceremonijar (1861-1863.), župnik u Biškupcu kod Varaždina (1863-1865.), a kasnije zaslužnik župnik župe Sv. Nikole Koprivnica (1865. – 1891. ). Četiri puta je biran za zastupnika u Hrvatski sabor (1871. u Malom Bukovcu, 1875. i 1878. je izabran u izbornom kotaru Rasinja, a 1884. je izabran u izbornom kotaru Peteranec, u koji je spadalo Drnje), a povremeno je bio zastupnik u parlamentu u Budimpešti. U politički život je ušao kao član vladine Narodne stranke iz koje je istupio 1880. godine. Bio je jedan od utemeljitelja Neodvisne narodne stranke, a objavljivao je u glasilu te stranke "Obzor". Surađivao je, između ostalih, s J. J. Strossmayerom i F. Račkim. Napisao je nekoliko knjiga.